# 1-а Андріївка
1-а Андріївка (рос. 1-я Андреевка) — присілок в Медвенському районі Курської області Російської Федерації.
Населення становить 11 осіб. Входить до складу муніципального утворення Амосівська сільрада.

## Історія
Населений пункт розташований на території українського етнічного та культурного краю Східна Слобожанщина.
Від 2004 року входить до складу муніципального утворення Амосівська сільрада.

## Населення
| 2002 | 2010 |
| ---- | ---- |
| 14   | ↘11  |